# چلسی تاوارز
چلسی تاوارز (انگلیسی: Chelsea Tavares؛ زادهٔ ۲۲ سپتامبر ۱۹۹۱) یک هنرپیشه اهل ایالات متحده آمریکا است. وی از سال ۲۰۰۱ میلادی تاکنون مشغول فعالیت بوده‌است.